# Мирный (Абатский район)
Мирный — посёлок в Абатском районе Тюменской области. Относится к Ленинскому сельскому поселению. В ноябре 2022 года поселок был упразднен.

## История
В 1964 г. Указом Президиума ВС РСФСР посёлок фермы № 3 совхоза имени Ленина переименован в Мирный.

## Население
| 1989 | 2002 | 2010 |
| ---- | ---- | ---- |
| 60   | ↘18  | ↘0   |